# Gale Storm
Gale Storm (5 de abril de 1922-27 de junio de 2009) fue una actriz y cantante estadounidense, protagonista de dos populares programas televisivos de la década de 1950, My Little Margie y The Gale Storm Show.

## Primeros años
Su verdadero nombre era Josephine Owaissa Cottle, y nació en Bloomington, Texas. Era la más joven de cinco hermanos. Su padre, William Walter Cottle, falleció cuando ella tenía diecisiete meses de edad, y su madre, Minnie Corina Cottle, tuvo que criar sola a sus hijos. Una de sus hermanas dio su nombre intermedio a Josephine, "Owaissa," una palabra india con el significado de "pájaro azul." La madre de Storm se dedicó a la costura, y abrió una sombrerería en McDade, Texas, negocio que fracasó, por lo que finalmente se mudó con su familia a Houston. Allí, Storm llegó a ser una buena bailarina y patinadora sobre hielo, y también actuó mientras cursaba estudios en la Albert Sydney Johnston Junior High School y en la San Jacinto High School.
Cuando tenía diecisiete años dos de sus profesores la convencieron para presentarse al concurso Gateway to Hollywood, emitido por los estudios de CBS en Hollywood, California. El primer premio consistía en un contrato de un año con un estudio cinematográfico. Ganó el concurso, e inmediatamente recibió el nombre artístico de Gale Storm, mientras que su compañero intérprete (y futuro marido), Lee Bonnell, pasó a llamarse Terry Belmont.

## Carrera cinematográfica
Tras ganar el concurso en 1940, Storm hizo varias películas para RKO Pictures, el primero de ellos Tom Brown's School Days, junto a Jimmy Lydon y Freddie Bartholomew. Durante ese período trabajó regularmente en filmes de bajo presupuesto. Por otra parte, en 1941 cantó en musicales de tres minutos producidos para las máquinas de música. 
Actuó y cantó en una popular serie de Monogram Pictures protagonizada por Frankie Darro, e interpretó papeles de ingenua en otras producciones de Monogram junto a los East Side Kids, Edgar Kennedy, y Los tres chiflados. Monogram siempre había apostado por actores con una reputación sólida, pero en el caso de Gale Storm el estudio por fin pudo disponer de una estrella propia. Por ello protagonizó las producciones más elaboradas de la compañía, tanto musicales como dramáticas. Así, compartió cartel en la película Cosmo Jones in The Crime Smasher (1943) con Edgar Kennedy, Richard Cromwell y Frank Graham. Finalmente actuó en más de tres docenas de películas de Monogram. 

## Carrera televisiva
El primer éxito televisivo de Storm fue su papel protagonista en My Little Margie entre 1952 y 1955. El show, coprotagonizado por la antigua estrella del cine mudo, el actor Charles Farrell, originalmente se emitió como reemplazo veraniego de I Love Lucy en la CBS. En total se emitieron 126 capítulos en la NBC y la CBS. En una decisión inusual, la serie se transmitió por CBS desde diciembre de 1952 a agosto de 1955 con los mismos actores principales. Solo se conservan 23 episodios del programa radiofónico.
La popularidad de Storm fue aprovechada para presentar brevemente la NBC Comedy Hour en el invierno de 1956. Ese otoño volvió a protagonizar otra sitcom, The Gale Storm Show, junto a otra estrella del cine mudo, ZaSu Pitts. Se emitieron 143 episodios del show entre 1956 y 1960. Además de ello, Storm actuó con regularidad en otros programas televisivos de las décadas de 1950 y 1960, entre ellos What's My Line?

## Trabajo discográfico
En Gallatin, Tennessee, en noviembre de 1954 una niña de 10 años, Linda Wood, estaba viendo a Storm cantando en el programa de variedades de la NBC Colgate Comedy Hour, presentado por Gordon MacRae. El padre de Linda, Randy Wood, presidente de Dot Records, le preguntó quién cantaba, y le gustó tanto su interpretación que llamó a Storm antes de que acabara el show para firmar un contrato. Su primera grabación, "I Hear You Knockin'", una versión del éxito de rhythm and blues de Smiley Lewis, vendió más de un millón de copias. En 1957 lanzó la balada "Dark Moon", que llegó al número 4 del Billboard Hot 100. Storm tuvo varias canciones entre las 10 más vendidas, y fue titular en espectáculos de Las Vegas y en numerosos musicales.

## Últimos años
Storm hizo ocasionales actuaciones televisivas en sus últimos años, en programas como The Love Boat, Burke's Law y Murder, She Wrote. En 1981 publicó su autobiografía, I Ain't Down Yet, en la que describía su batalla contra el alcoholismo.  
Storm siguió haciendo actuaciones a título personal en reuniones de fanes, también junto a Charles Farrell, actor de My Little Margie. Además intervino en eventos como el Festival de Cine de Memphis, el Friends of Old-Time Radio y la Convención Mid-Atlantic Nostalgia.

## Vida personal
Storm se casó y enviudó en dos ocasiones. Su primer matrimonio, con el actor Lee Bonnell (noviembre de 1918 – mayo de 1986), tuvo lugar en 1941. Tuvieron cuatro hijos: Peter, Philip, Paul y Susanna. En 1988 Storm se casó con Paul Masterson (noviembre de 1917 – mayo de 1996).
Storm vivió sola en Monarch Beach, California, cerca de dos de sus hijos, hasta que la mala salud le forzó a entrar en un sanatorio en Danville, California, donde falleció el 27 de junio de 2009.
Storm tiene tres estrellas en el Paseo de la Fama de Hollywood por sus contribuciones a la industria discográfica, a la radio y a la televisión.

## Filmografía seleccionada
| Cine       | Cine                        | Cine                                  | Cine                             |
| Año        | Film                        | Papel                                 | Observaciones                    |
| ---------- | --------------------------- | ------------------------------------- | -------------------------------- |
| 1940       | Tom Brown's School Days     | Effie                                 | Otro título: Adventures at Rugby |
| 1941       | Saddlemates                 | Susan Langley                         |                                  |
| 1942       | Rhythm Parade               | Sally Benson                          |                                  |
| 1943       | Nearly Eighteen             | Jane "Janie" Stanton                  |                                  |
| 1945       | G.I. Honeymoon              | Ann Gordon                            |                                  |
| 1946       | Swing Parade of 1946        | Carol Lawrence                        |                                  |
| 1947       | It Happened on Fifth Avenue | Trudy O'Connor                        |                                  |
| 1948       | The Dude Goes West          | Liza Crockett                         |                                  |
| 1949       | Abandoned                   | Paula Considine                       | Otro título: Abandoned Woman     |
| 1950       | The Underworld Story        | Catherine "Cathy" Harris              |                                  |
| 1951       | Al Jennings of Oklahoma     | Margo St. Claire                      |                                  |
| 1952       | Woman of the North Country  | Cathy Nordlund                        |                                  |
| Televisión |                             |                                       |                                  |
| Año        | Título                      | Papel                                 | Observaciones                    |
| 1952-1955  | My Little Margie            | Margie Albright                       | 126 episodios                    |
| 1955       | The Ford Television Theatre | Hope Foster                           | 1 episodio                       |
| 1956-1960  | The Gale Storm Show         | Susanna Pomeroy                       | 143 episodios                    |
| 1964-1965  | Burke's Law                 | Honey Feather Leeps Dr. Nonnie Harper | 2 episodios                      |
| 1979       | The Love Boat               | Rose                                  | 1 episodio                       |
| 1989       | Murder, She Wrote           | Maisie Mayberry                       | 1 episodio                       |

## Grabaciones

### Singles
- 1956: "I Hear You Knocking"/"Never Leave Me" (Dot 15412) (#2)
- 1956: "Memories Are Made of This"/"Teenage Prayer" (Dot 15436)
- 1956: "Why Do Fools Fall in Love/I Walk Alone" (Dot 15448)
- 1956: "I Ain't Gonna Worry"/"Ivory Tower" (Dot 15458) (#6)
- 1956: "Tell Me Why"/"Don't Be That Way" (Dot 15474)
- 1956: "Now Is the Hour"/"A Heart Without a Sweetheart" (Dot 15492)
- 1956: "My Heart Belongs To You"/"Orange Blossoms" (Dot 15515)
- 1957: "Lucky Lips/"On Treasure Island" (Dot 15539)
- 1957: "Dark Moon"/"A Little Too Late" (Dot 15558) (#4)
- 1957: "On My Mind Again/Love By The Jukebox Light" (Dot 15606)
- 1957: "Go 'Way From My Window"/"Winter Warm" (Dot 15666)
- 1957: "I Get That Feeling"/"A Farewell To Arms" (Dot 15691)
- 1957: "You"/"Angry"  (Dot 15734)
- 1957: "South Of the Border"/"Soon I'll Wed My Love" (Dot 15783 )
- 1958: "Oh Lonely Crowd"/"Happiness Left Yesterday" (Dot 15861)
- 1960: "I Need You So"/"On Treasure Island" (Dot 16057)
- 1960: "Please Help Me I'm Falling"/"He Is There" (Dot 16111)